# Чишковський Теофіл
Теофіл Чишко́вський (нар. близько 1790, Чишки — пом. 1841, Львів) — український живописець.

## Біографія
Народився близько 1790 року. Походив з села Чишків, працював державним службовцем. Спеціальної художньої освіти не мав. Жив у селі Печеніжині (тепер селище міського типу Івано-Франківської області). 1840 року переїхав до Львова, де заробляв на життя численними малюнками, переважно пам'яток архітектури міста, виконаних аквареллю. Збереглися його акварельні малюнки Закопаного, Косцеліська і Чарного Дунайця.
Помер у Львові у 1841 році.

## Творчість
.

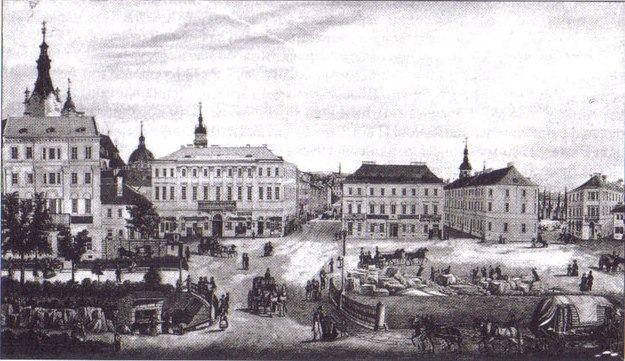
«Площа Фердинанда». 1840 рік.

Пензлеві художника належить створення карпатських краєвидів, видів міст Самбора та Заліщиків, а також кількох видів Львова, зокрема:
- «Львів з гори Вроновських» (1840);
- «Площа Фердинанда» (1840);
- «Вид на собор Св. Юра та площу перед ним» (1840).

Малюнки мають художньо-документальне значення.

## Виставки
- 1924 року у Львові відкрито виставку «Виставка давніх львівських митців», на якій експоновано дві акварелі Чишковського: «Львів з гори Вроновського» (1840) і «Садова каплиця біля Катедрального костьолу у Львові» (1811)[1].

## Ушанування
- У грудні 2006 року у Відні та Львові погашено українсько-австрійську поштову марку «Т. Чишковський. Площа Фердинанда у Львові. 1840»[2].